# Estación de Oliveirinha-Cabanas
La Estación Ferroviaria de Oliveirinha-Cabanas, igualmente conocida como Estación de Oliveirinha-Cabanas, es una plataforma ferroviaria de la línea de Beira Alta, que sirve a las localidades de Oliveirinha y Cabanas, en el Ayuntamiento de Carregal do Sal, en Portugal.

## Características

### Localización y accesos
Se encuentra junto a la localidad de Oliveirinha, con acceso directo por la Avenida de la Estación.

### Descripción física
En enero de 2011, poseía dos vías de circulación, con 541 y 514 metros de longitud; las plataformas presentaban 164 y 94 metros de extensión, teniendo ambas 45 centímetros de altura.

## Historia
La estación se encuentra en el tramo entre las estaciones de Pampilhosa y Vilar Formoso, que entró en servicio, de forma provisional, el 1 de julio de 1882, siendo la línea totalmente inaugurada, entre Figueira da Foz y la frontera con España, el 3 de agosto del mismo año.